# J. U. Bencker

J. U. Bencker. k.u.k. Hof-Handschuh-Fabrik in Prag-Karolinenthal (vor 1900)

J. U. Bencker war eine k.u.k. Hof-Handschuh-Fabrik in Karolinenthal, dem späteren Viertel Karlín in Prag.

## Geschichte
Im Jahre 1834 kam Johann Ulrich Bencker aus Erlangen in Bayern nach Prag, wo er bis 1847 als Gehilfe in verschiedenen Handschuh-Unternehmungen arbeitete. Zu Beginn des Jahres 1848 machte er sich mit seinen wenigen Ersparnissen selbstständig. In den ersten Jahren seiner Unabhängigkeit arbeitete er in gemieteten Lokalen vorerst nur mit einem, später zwei Lehrlingen. Gehilfen wurden erst nach Jahren verwendet.
Schon 1853 errichtete J. U. Bencker eine eigene Gerberei. Die erste vor Ort, um aus gleichmäßig gegerbtem Leder von exakter Färbung seine Abnehmer mit stets gleichmäßiger Ware bedienen zu können. Damit legte er den Grund zu der Bedeutung der Firma, die später weit über den Grenzen von Österreich hinaus reichte. 
Die Fabrik im Karolinental wurde 1868 erbaut. Erst nach Vollendung der Bauarbeiten war es möglich, der Handschuherzeugung eine wesentliche Ausdehnung zu geben. Einen wesentlichen Beitrag trug die vorerst nur probeweise Einstellung einer Handschuhnähmaschine, die im Jahre 1869 von Rudolf in Chemnitz konstruiert wurde. Nachdem sich diese Nähmaschine zur Verfertigung von Handschuhen in größerem Umfang vorteilhaft eignete, wurden nach und nach mehrere angeschafft und wurde das Nähen per Hand ganz aufgegeben. 1898 standen über dreißig dieser Handschuhnähmaschinen in Betrieb. Einen weiteren Schritt brachte die Einführung einer Handschuh-Schneidemaschine, die Bencker auf der Weltausstellung Paris 1867 sah und sie als einer der ersten in Prag einsetzte, wo sie damals noch unbekannt war. 
Bencker ließ Industriellen seiner Branche, die Interesse zeigten, seine Fabriken besichtigen und informierten sie über die Herstellungsweise. Durch sein Entgegenkommen unterstützte er somit die gesamte Branche.
Durch die Einführung von Maschinen konnte die Produktion, die früher per Hand ging, sich entfalten und wurde exportfähig. Durch das Wachstum zählte Prag um die Jahrhundertwende zu den größten Handschuh-Industriebezirken. Im Jahre 1895 wurden im Prager Bezirk Handschuhe im Wert von über acht Millionen Gulden erzeugt.
In den ersten Jahren des Betriebes erstreckte sich das Absatzgebiet der Firma über Österreich-Ungarn und Deutschland. Sie war eine der ersten, welche die Ausfuhr überhaupt, speziell nach Amerika, 1864 aufnahm. Als in Amerika die bisher bei Handschuhen am Kontinent noch unbekannten grellen Anilinfarben, wie Grün, Blau, Lila, Orange usw. in Mode kamen, war die Fabrik längere Zeit hindurch die einzige am Platze, welche mit Zuhilfenahme eines tüchtigen Chemikers entsprechend gefärbtes Leder herstellte und Waren in diesen Farben nach Amerika lieferte.
Durch die Tariffe von Präsident William McKinley wurde die Ausfuhr von Handschuhen nach Amerika sehr erschwert. Nach Deutschland und Russland waren es auch hohe Zölle, welche den Export bedeutend schädigten.
Um 1900 lieferte die Firma nach allen Weltteilen teils durch Importhäuser, teils auch durch 15 eigene Vertreter und durch Reisende.
Ende der 1870er Jahre, bei der Einführung der Hilfsmaschinen, wurden jede Woche durchschnittlich 50 Dutzend Handschuhe erzeugt. Ende 1890 wurde in der Woche eine Anzahl von 150 bis 200 Dutzend erzeugt. Der Grund war, dass der Inhaber die Erzeugung gediegener, hochqualitativer Ware der mittelmäßigen Massenherstellung vorzog. 
1874 nahm Johann Ulrich Bencker seinen einzigen Sohn Karl, der seit 1867 bereits im Unternehmen tätig war, als öffentlicher Gesellschafter in die Firma auf und überließ ihm 1885 die Firmenleitung. Karl Bencker führte das Unternehmen im Geiste seines Vaters weiter. Um den direkten Verkehr mit den Konsumenten zu ermöglichen, wurden im Jahre 1876 in Dresden, 1881 in Stuttgart und 1889 in Prag Detailgeschäfte eröffnet.
Im Jahre 1891 wurde der Firmeninhaber von Kaiser Franz Joseph I. mit dem Titel eines k.u.k. Hoflieferanten ausgezeichnet. 
Um 1900 wurden 200 Personen beschäftigt. Zwei davon waren nahezu 50 Jahre hindurch und eine Anzahl von Arbeitern von 40 Jahren abwärts ohne Unterbrechung im Betrieb tätig. Alle gehörten gesetzmäßig der Genossenschaftskrankenkasse, ebenso dem Genossenschafts-Invalidenfonds an. Den hierfür vorgeschriebenen dritten Teil der Beiträge leistete die Firma, die Unfallsversicherungsgebühr wurde jedoch ganz von ihr erlegt.